# Knínice (okres Jihlava)
Obec Knínice (německy Kinitz, dříve Kynice) se nachází v okrese Jihlava v kraji Vysočina. Žije zde 194 obyvatel.
Sousedními obcemi sídla jsou Lomy, Hříšice, Horní Slatina, Budeč, Červený Hrádek, Krasonice a Radkovice u Budče.

## Název
Název se vyvíjel od varianty z Kneniz (1262, 1268), z Knehniz (1301), z Knyenitz (1310), Knehnicz (1322, 1364), Knyhnicz (1371), Knyehnicz (1385), Kniehnicz (1390), Knihnicze (1512), z Kyhnicz (1581), Khünitz (1672), Künitz (1718), Kinitz (1720), Künitz (1751), Kinitz a Kjnice (1846), Kinitz a Knínice (1872), Kinitz, Kynice a Knínice (1885), Kynitz a Kynice (1893) až k podobám Kinitz a Knínice v roce 1915. Místní jméno znamenalo ves lidí poddaných knieni, což je staročeské slovo odvozené od slova kněhyně (kněžna či abatyše ženského kláštera). Pojmenování je rodu ženského, čísla pomnožného a genitiv zní Knínic.

## Historie
První písemná zmínka o obci pochází z roku 1262. Od roku 1869 pod Knínice přísluší vesnice Bohusoudov.

### Správní začlenění obce od roku 1850
Do roku 1849 byly Knínice samostatným statkem náležejícím k panství Budeč ve Znojemském kraji. V letech 1850 až 1855 byla vesnice podřízena politické pravomoci Podkrajského úřadu v Dačicích a v rámci soudní správy dačickému okresnímu soudu. V roce 1855 byly zřízeny smíšené okresní úřady s politickou a soudní pravomocí, a proto byla v letech 1855 až 1868 vesnice podřízena Okresnímu úřadu v Dačicích. V roce 1868, když byly veřejná správa a soudnictví opět odděleny, vrátila se vesnice pod politickou pravomoc Okresního hejtmanství v Dačicích. Po vzniku Československé republiky patřila od roku 1919 pod nově vzniklou Okresní správu politickou v Dačicích. Od roku 1928, po vzniku Okresního úřadu v Dačicích, náležela pod jeho správu až do roku 1945. Po osvobození Rudou armádou v květnu roku 1945 náležela vesnice pod Okresní národní výbor v Dačicích a v jeho rámci od roku 1948 pod nově vzniklý Jihlavský kraj. V polovině roku 1960 došlo k rozsáhlé územní reorganizaci a po ní byla vesnice začleněna pod správní okres Jihlava v Jihomoravském kraji. Toto začlenění trvalo až do zrušení Okresního úřadu v Jihlavě koncem roku 2002. Od roku 2003 spadá vesnice pod Městský úřad v Telči v samosprávném kraji Vysočina.

## Přírodní poměry
Knínice leží v okrese Jihlava v Kraji Vysočina. Nachází se 2,5 km jižně od Krasonic, 8 km jihozápadně od Želetavy a 6 km od Meziříčka, 2,5 km severozápadně od Radkovic u Budče, 1,5 km severovýchodně od Budče, 6 km jihovýchodně od Nové Říše a 3 km od Bohusoudova. Geomorfologicky je oblast součástí [[[Jevišovická pahorkatina|Jevišovické pahorkatiny]] a jejího podcelku Jemnická kotlina. Průměrná nadmořská výška činí 541 metrů. Nejvyšší bod, V Lípí (647 m n. m.), leží severozápadně od obce za Bohusoudovem. Severně od Knínic stojí vrchy Skříp (570 m n. m.) a Manda (546 m n. m.). Obcí protéká Prokopka, na níž severně od Knínic leží rybník Husinec, přímo v obci Návesní rybník a jižně od Knínic Šmahlův rybník. Východní hranici tvoří řeka Želetavka.

## Obyvatelstvo
Podle sčítání 1930 zde žilo ve 101 domech 452 obyvatel. 451 obyvatel se hlásilo k československé národnosti. Žilo zde 444 římských katolíků a 5 evangelíků.
| Rok            | 1869 | 1880 | 1890 | 1900 | 1910 | 1921 | 1930 | 1950 | 1961 | 1970 | 1980 | 1991 | 2001 | 2011 |
| Počet obyvatel | 670  | 662  | 620  | 645  | 654  | 647  | 582  | 458  | 428  | 361  | 296  | 215  | 206  | 186  |

| Rok            | 1869 | 1880 | 1890 | 1900 | 1910 | 1921 | 1930 | 1950 | 1961 | 1970 | 1980 | 1991 | 2001 | 2011 |
| Počet obyvatel | 588  | 555  | 515  | 532  | 531  | 530  | 452  | 373  | 362  | 311  | 253  | 195  | 196  | 178  |

## Obecní správa a politika

### Místní části, členství ve sdruženích
Obec je rozdělena na dvě místní části (Bohusoudov a Knínice), které leží na jednom katastrální území Knínice a má dvě základní sídelní jednotky – Bohusoudov a Knínice.
Knínice jsou členem Mikroregionu Telčsko a místní akční skupiny Mikroregionu Telčsko.

### Zastupitelstvo a starosta
Obec má sedmičlenné zastupitelstvo, v jehož čele stojí starosta Stanislav Veselý.
| Období    | Voliči | Účast v % | Mandáty | Výsledky  | Starosta         |
| --------- | ------ | --------- | ------- | --------- | ---------------- |
| 2002–2006 | 167    | 69,46     | 7       | 7 US-DEU  | Stanislav Veselý |
| 2006–2010 | 154    | 53,25     | 7       | 7 KDU-ČSL | Stanislav Veselý |
| 2010–2014 | 151    | 56,95     | 7       | 7 KDU-ČSL | Stanislav Veselý |
| 2014–2018 | 155    | 55,48     | 7       | 7 KDU-ČSL | Stanislav Veselý |

## Hospodářství a doprava
V obci sídlí firmy Lihovar Budeč spol. s r.o., Kyprův mlýn s.r.o. chovající ovce, AVANT-OKNA s.r.o., R. V. Lex s.r.o., Filter-Technics CZ, s.r.o. a Truhlářství Puchner. Obcí prochází silnice II. třídy č. 410 z Budče do Krasonic a komunikace III. třídy č. 41012 do Bohusoudova. Dopravní obslužnost zajišťují dopravci ICOM transport, Josef Štefl - tour, BK BUS, TRADO-BUS a ČSAD Jindřichův Hradec. Autobusy jezdí ve směrech Dačice, Budeč, Želetava, Markvartice, Jemnice, Třebelovice, Nová Říše, Telč, Řásná, Krasonice, Jihlava a Moravské Budějovice. Obcí prochází cyklistické trasy č. 5124 z Bohusoudova do Radkovic u Budče a č. 5092 do Krasonic.

## Školství, kultura a sport
Místní děti dojíždějí do školy v Želetavě. Sbor dobrovolných hasičů Knínice byl založen v roce 1924.

## Pamětihodnosti
- Kostel Povýšení svatého Kříže

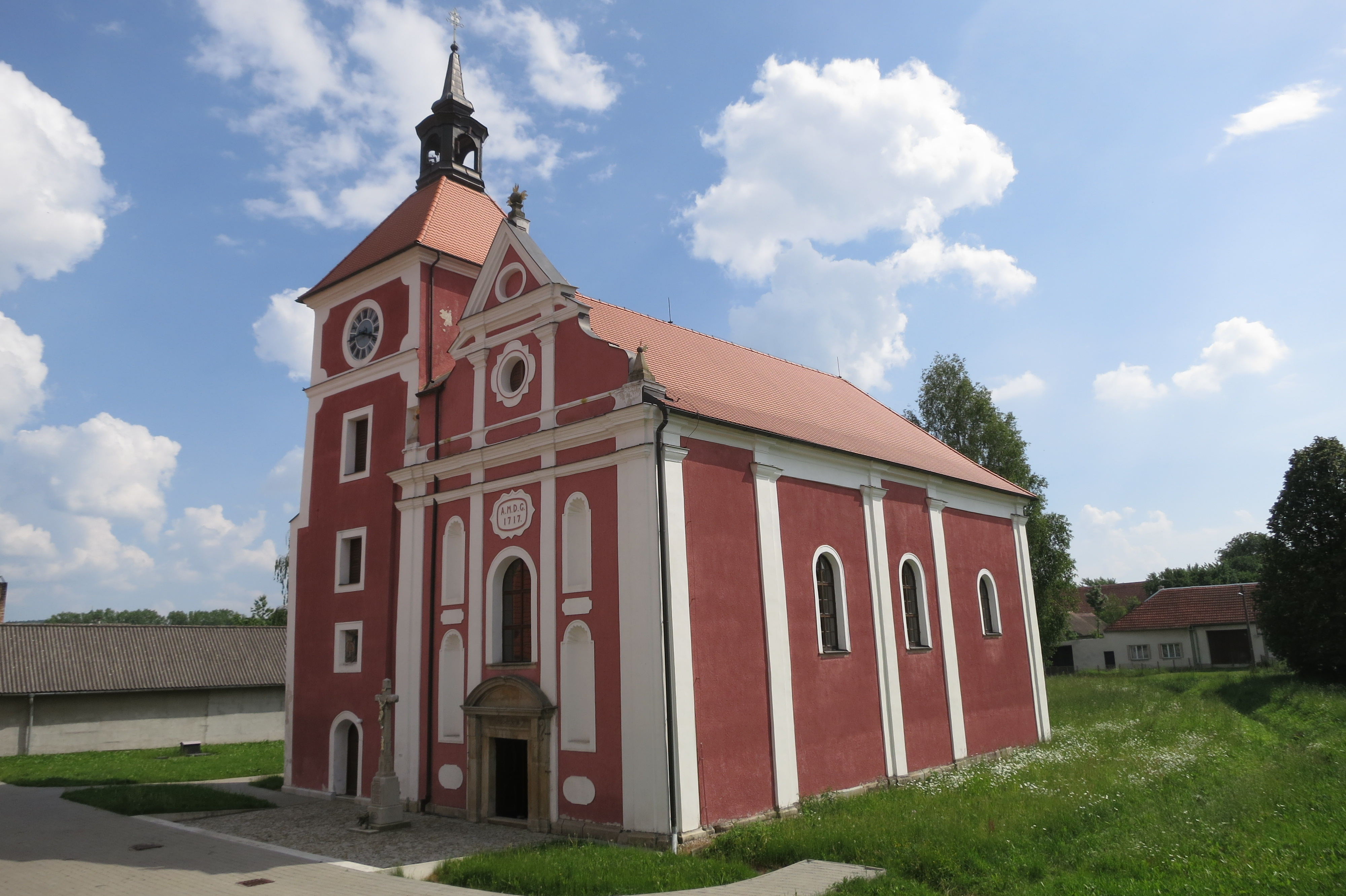
Kostel Povýšení svatého Kříže

- Výklenková kaplička směrem na Krasonice

## Osobnosti
- Ludvík Doležal (1849–1932) – učitel a včelař
- Matěj Štocker (1860–1940) – starosta Telče